# Дронжджево-Нове
Дронжджево-Нове (пол. Drążdżewo Nowe) — село в Польщі, у гміні Єднорожець Пшасниського повіту Мазовецького воєводства.
Населення — 374 особи (2011).
У 1975—1998 роках село належало до Остроленцького воєводства.

## Демографія
Демографічна структура станом на 31 березня 2011 року:
|          | Загалом | Допрацездатний вік | Працездатний вік | Постпрацездатний вік |
| -------- | ------- | ------------------ | ---------------- | -------------------- |
| Чоловіки | 183     | 52                 | 120              | 11                   |
| Жінки    | 191     | 49                 | 107              | 35                   |
| Разом    | 374     | 101                | 227              | 46                   |